# Enciclopédia Yongle

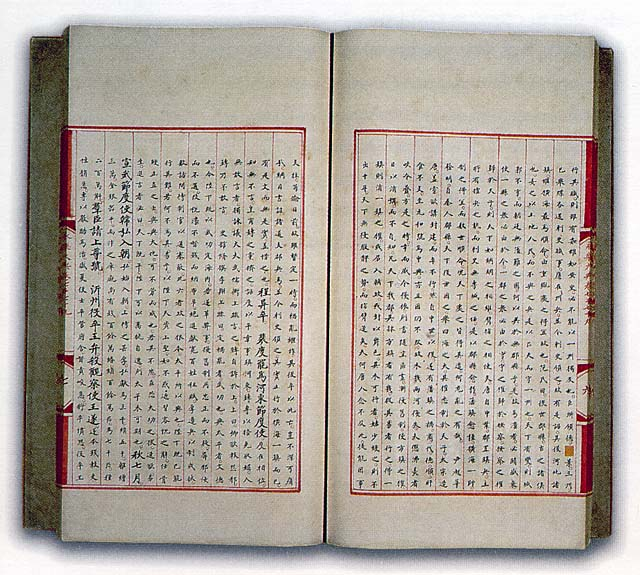
Enciclopédia chinesa Yongle Dadian. 1403

A Yongle Dadian (永樂大典,  Yǒnglè Dàdiǎn em pinyin, Yung-lo Ta-tien em Wade-Giles), ou Enciclopédia de Yongle, foi uma enciclopédia comissionada pelo imperador chinês Yongle, da Dinastia Ming, em 1403. É considerada o maior dicionário enciclopédico do mundo. Com 11.995 volumes e 22.937 capítulos, sua redação ter-se-ia iniciado em 1408, durante a dinastia Ming.
Ao redor de 2.000 eruditos trabalharam no projeto, incorporando 8.000 textos provenientes de tempos antigos até princípios da Dinastia Ming. Os textos cobriram temas vários, tais como arquitetura, arte, astronomia, drama, geologia, história, literatura, ciências naturais, religião, e tecnologia, bem como descrições de eventos naturais infreqüentes. A enciclopédia, que foi completada em 1408 em Nanjing Guozijian ((南京國子監, a antiga Universidade Nanjing - Escola Imperial Central Nanjing), continha 22.877 volumes manuscritos em 11.095 livros, ocupando cerca de 40 metros cúbicos, cerca de 370 milhões de caracteres no total.
Devido ao vasto do trabalho (por volta de 12 vezes a Encyclopédie), não podia ser impresso em bloco, pelo qual se acredita que somente foi feita outra cópia do manuscrito. Em 1557, sob a supervisão do imperador Jiajing, a enciclopédia foi salva da destruição por um incêndio nesses lugares na Cidade Proibida. Depois disto, Jiajing ordenou a transcrição doutra cópia da enciclopédia.
A cópia original desapareceu dos registros da história. A segunda cópia ficou gradualmente dispersa e perdida desde os últimos anos do século XVIII, até que foram queimados 800 volumes sobreviventes (num fogo iniciado pelas forças imperiais chinesas atacando a delegação britânica vizinha), ou foram saqueados pelas forças européias, americanas, e japonesas durante o levante dos Boxers em 1900. Só permanecem uns 400 volumes em bibliotecas e coleções privadas ao redor do mundo.
Desconhece-se o que passou com a original, havendo quatro hipóteses:
- Foi destruída no fogo de 1449 em Nanjing.
- Ardeu no Palácio da Pureza Divina (na Cidade Proibida, durante o reinado do imperador Jiajing, da Dinastia Qing.
- Foi destruída com Wenyuange, (a biblioteca imperial na Cidade Proibida), afinal da Dinastia Ming
- Está oculta.

Alguns pensam que a Enciclopédia teria desaparecido com a morte de Jiajing, sendo depositada com o imperador no seu sepulcro, e, portanto, encontrar-se-ia oculta no complexo da tumba de Yongling.

## Cronologia
- 1408 A enciclopédia foi terminada, com 22.877 volumes manuscritos em 11.095 livros.
- 1562 Quase se queima. Faz-se uma cópia.
- 1875 Sobrevivem 5.000 livros.
- 1894 Sobrevivem 800 livros.
- 1900 Saqueada, sobrevivem 400 livros dispersos ao redor do mundo.